# Операфест Тульчин
OperaFest Tulchyn (укр. ОпераФест Тульчин) — международный оперный фестиваль под открытым небом, который проходит на Украине в Тульчине на территории Дворца Потоцких. Проводится каждое лето в начале июня с 2017 года.
Фестиваль дарит возможность увидеть оперу во всем разнообразии. Здесь представлены премьеры, специально созданные к фестивалю и адаптированные под формат Open air.

## История и деятельность
Идея проведения такого фестиваля принадлежит Заслуженной артистке Украины Ирине Френкель и Заслуженному деятелю искусств Украины Павлу Третьякову.
Главный организатор — Общественная организация «Институт культурной политики»; соорганизаторы — Тульчинская городская община и Винницкая областная государственная администрация.
Генеральный партнёр фестиваля 2017, 2018, 2019 годах — агропромышленная компания «Мироновский хлебопродукт»; партнёр фестиваля — украинская компания «AGRANA».
В числе друзей фестиваля — Народные депутаты Украины Николай Кучер и Лариса Билозир, Депутат Винницкого областного совета, бывший глава Винницкой областной администрации — Валерий Коровий.
Фестиваль проходит в тульчинском Дворце Потоцких, который сегодня считается «Украинским Версалем». Здесь в 1787 году был открыт второй в Украине оперный театр, который существовал более ста лет. Ежегодно во Дворце происходили мировые оперные премьеры, в которых принимали участие известные композиторы, певцы и музыканты Европы. Театр имел репертуар, состоящий из 5—7 опер, его труппа насчитывала до 200 актёров. Здание дворца расположено в пейзажном парке «Хороше». История Дворца Потоцких способствует раскрытию возможностей архитектурного ансамбля, привлекая иностранных гостей.
Исполнители на OperaFest Tulchyn — звезды украинской и мировых сцен, выступающие на престижных оперных сценах мира. По состоянию на 2018 год в фестивале принимали участие более 30 солистов из Австрии, Германии, США и Украины, 300 оркестрантов, 50 танцоров, 180 участников хоровых коллективов и четыре всемирно известных дирижёра: Оксана Лынив, Тарас Крыса, Дмитрий Морозов, Виктория Рацюк.
Структурно фестиваль состоит из нескольких секций: Grand OperaFest Tulchyn (основной оперный фестиваль), Kids OperaFest Tulchyn, Modern Opera Fest Tulchyn, Opera Cinema и Opera Camp. Он занимает территорию в девять, где расположены: партер на 4000 мест, фуд-корт на 1500 мест, палаточный городок (с возможностью ночевки на территории парковой зоны) на 500 мест и зона художественных инсталляций.
Четвёртый по счёту фестиваль 2020 года не состоялся из-за пандемии COVID-19 и перенесён на 2021 год.